# Begonia orchidiflora
Begonia orchidiflora là một loài thực vật có hoa trong họ Thu hải đường. Loài này được Griff. mô tả khoa học đầu tiên năm 1848.